# Grabowhöfe
Grabowhöfe er en kommune i Landkreis Mecklenburgische Seenplatte i Mecklenburg-Vorpommern (Tyskland). Det administreres af Amt Seenlandschaft Waren, der har hjemsted i den byen Waren (Müritz), der ikke selv er en del af amtet.

## Geografi
Grabowhöfe ligger mellem landskabet Mecklenburgische Schweiz og Mecklenburgische Seenplatte. I den yderste nordvestlige del af kommunen ligger Den Dybe Sø og den sydlige spids af Flacher See.
Landsbyer og bebyggelser
- træhave
- Grabowhöfe
- Louisenfeld
- Panschenhagen
- Sommerstorf
- Sophienhof
- megetistisk

## Historie
Grabowhöfe blev første gang nævnt i 1338 i et brev fra Prins Nicholas II af Werle som Grabow med 27 gårde. Navnet Grabow kommer fra det slaviske og betyder noget i retning af sted med avnbøg. For at kunne skelne stedet fra andre steder kaldet Grabow, blev det fra 1700-tallet kaldt Grabowhöfe. Efter 30-årskrigen, efter forskellige ejerskifter, blev landsbyen von Hahns ejendom. Omkring 1800 byggede grev Friedrich von Hahn en herregård i bindingsværk, der stadig eksisterer i dag. I 1886 fik byen en banegård. I midten af 1930'erne blev dele af godset solgt til et afviklingsselskab og afviklet. Resten af godset blev givet til nye landmænd efter jordreformen . I 1955 blev der skabt et landbrugsproduktionskooperativ (LPG). Samfundet blev derefter udviklet til en central landsby og fik dermed en stor skole og et par præfabrikerede bygninger.
- Landsbykirken Sommerstorf
- Kirken Vielist
- Godset Vielist
- Storlandbrug ved Baumgarten

## Trafik
Grabowhöfe ligger på jernbanelinjen Neustrelitz-Warnemünde. Her er en remise, og ingen persontog har holdt her siden 1999. I den østlige del af det kommunale område ligger Waren/Vielist flyvepladsen .